# 오만 기본법
오만 기본법(Basic Statute of Oman, Basic Statute of the State)은 오만의 법률 시스템의 초석이며 국가의 헌법으로 작용한다. 기본법은 1996년에 제정되었으며 지금까지 두 번 개정되었다. 한 번은 아랍의 봄 동안 발생한 시위에 대한 대응으로 2011년에 한 번, 왕세자 임명 절차와 새로운 의회 규칙을 도입하기 위해 2021년에 한 번이었다.
기본법은 통치 체제가 사이드 투르키 빈 사이드 빈 술탄의 남성 후손인 술탄 세습이며, 술탄이 국가 원수이자 군대의 최고 사령관이며, 그가 의회를 주재한다고 규정하고 있다. 그는 법을 공포하고 판사를 임명하는 일을 담당한다.
기본법은 또한 각료회의가 국가의 일반 정책을 이행하는 책임을 맡은 기관이며, 임명된 기관인 국무원과 선출된 기관인 슈라 의회로 구성된 오만 의회를 규정하고 있다. 법률을 검토하고 이를 술탄에게 제출하여 국왕의 승인을 받을 책임이 있으며, 사법부의 독립이 보장된다.